# Cycloheptaan
Cycloheptaan is een cyclisch koolwaterstof met de brutoformule C7H14. Het is een kleurloze en ontvlambare vloeistof. Cycloheptaan wordt gebruikt als een apolair oplosmiddel in de chemische industrie en als intermediar bij de synthese van bepaalde verbindingen.